# Inquisivi
Inquisivi est une localité du département de La Paz en Bolivie et le chef-lieu de la province d'Inquisivi. Sa population s'élevait à 581 habitants en 2001.